# Pignone
Pignone är en ort och kommun i provinsen La Spezia i regionen Ligurien i Italien. Kommunen hade 558 invånare (2018).